# Roel Moors
Roel Moors (Herentals, 16 dicembre 1978) è un allenatore di pallacanestro ed ex cestista belga.

## Carriera
Con il Belgio ha disputato due edizioni dei Campionati europei (2011, 2013).

## Palmarès

### Giocatore
- Campionato belga: 3

Charleroi: 2002-03, 2003-04, 2007-08
- Coppa del Belgio: 1

Charleroi: 2003
- Supercoppa del Belgio: 1

Charleroi: 2002

### Allenatore
- Coppa del Belgio: 1

Anversa Giants: 2019
- Supercoppa del Belgio: 1

Anversa Giants: 2016

#### Individuale
- Basketball Champions League Best Coach: 1

Anversa Giants: 2018-19